# Kurt von Sanden (Politiker)
Kurt Emil Reinhard Albert von Sanden (auch Curt; * 24. Oktober 1842 in Ragnit; † 3. Oktober 1901 in Tilsit) war ein deutscher Rittergutsbesitzer, Jurist und Mitglied des Preußischen Abgeordnetenhauses (1894–1901).

## Herkunft
Seine Eltern waren der Kreisgerichtsdirektor in Ragnit Bernhard Julius von Sanden (* 11. Mai 1799; † 4. März 1884) und dessen Ehefrau Therese von Sanden, geb. Freiin von Lyncker (* 18. August 1805; † 21. Mai 1857).

## Leben und Wirken
Kurt von Sanden besuchte die Königliche Litthauische Provinzialschule in Tilsit. Nach dem Abitur studierte er 1862/63 an der Universität Jena Rechtswissenschaft und Kameralwissenschaft. Dort wurde er 1862 Mitglied der Burschenschaft Teutonia Jena. Ab 1863 war er als Landwirt auf seinem Gut Eckardsberga in Ostpreußen tätig, ab 1866 auf dem Gut Röhrichen in der Nähe von Königsberg und ab 1883 war er Rittergutsbesitzer auf Czaky bei Gelguddiczky in Polen über Schmaleniuken (Ostpreußen). Ab 1894 wurde er bis zu seinem Tod 1901 Mitglied des Preußischen Abgeordnetenhauses für den Wahlkreis Gumbinnen 1 (Tilsit, Niederung), wo er der Fraktion der Nationalliberalen angehörte.

## Familie
Er heiratete am 6. September 1878 Olga Kamilla Mielke (* 29. August 1855; † 10. Mai 1891) aus Hoch-Gielgudyszki. Ihr Sohn war Horst von Sanden (1883–1965), Mathematiker und Hochschullehrer.